# Tibouchina itatiaiae
Tibouchina itatiaiae är en tvåhjärtbladig växtart som beskrevs av Célestin Alfred Cogniaux. Tibouchina itatiaiae ingår i släktet Tibouchina och familjen Melastomataceae. Inga underarter finns listade i Catalogue of Life.